# جيمس كوك (خماسي الخماسي)
جيمي كوك (ولد في 3 آذار 1991) متسابقبريطاني في الخماسي الحديث. تنافس في الألعاب الأوليمبية الصيفية عام 2016 في ريو دي جانيرو .

## روابط خارجية
- جيمس كوك (خماسي الخماسي) على موقع الاتحاد الدولي للخماسي الحديث (الإنجليزية)
- جيمس كوك (خماسي الخماسي) على موقع أوليمبيديا (الإنجليزية)
- جيمس كوك (خماسي الخماسي) على موقع اللجنة الأولمبية البريطانية (الإنجليزية)